# Mustajärvi (Karesuando socken, Lappland, 756516-180055)
Mustajärvi är en sjö i Kiruna kommun i Lappland och ingår i Torneälvens huvudavrinningsområde. Sjön har en area på 0,0868 kvadratkilometer och ligger 314,1 meter över havet.

## Delavrinningsområde
Mustajärvi ingår i det delavrinningsområde (756623-180046) som SMHI kallar för Ovan Siikajoki. Medelhöjden är 326 meter över havet och ytan är 34,45 kvadratkilometer. Det finns inga avrinningsområden uppströms utan avrinningsområdet är högsta punkten. Rukojoki som avvattnar avrinningsområdet har biflödesordning 4, vilket innebär att vattnet flödar genom totalt 4 vattendrag innan det når havet efter 339 kilometer. Avrinningsområdet består mestadels av skog (73 procent) och sankmarker (24 procent). Avrinningsområdet har 1,26 kvadratkilometer vattenytor vilket ger det en sjöprocent på 3,7 procent.